# Đảng Lao động Bắc Triều Tiên
Đảng Lao động Bắc Triều Tiên (tiếng Hàn Quốc: 북조선로동당) (1946–1949) là một đảng cộng sản ở Bắc Triều Tiên, một tiền thân của Đảng Lao động Triều Tiên hiện nay. Đảng này đã được thành lập tại một đại hội từ ngày 28 tháng 8 đến ngày 30 tháng 8 năm 1946 thông qua một cuộc sáp nhập Văn phòng Bắc Triều Tiên của Đảng Cộng sản Triều Tiên và Đảng Tân Nhân dân. Kim Tu-bong, lãnh đạo của Đảng Tân nhân dân, đã được bầu làm chủ tịch đảng. Phó chủ tịch đảng là là Chu Nyong-ha và Kim Il-sung. Vào thời điểm thành lập, người ta cho rằng đảng này có khoảng 366.000 đảng viên được tổ chức thành khoảng 12.000 chi bộ.

## Cuộc sáp nhập
Việc sáp nhập hai tổ chức trên của Triều Tiên có thể xem là tương tự như các cuộc sáp nhập khác diễn ra ở Đông Âu những năm sau Thế chiến II, như sự thành lập Đảng Thống nhất Xã hội chủ nghĩa Đức và Đảng Lao động Hungary. Việc sáp nhập hai đảng của Triều Tiên không phải là không phức tạp. Giữa hai tổ chức này có sự khác biệt về nền tảng xã hội của cán bộ và tư tưởng. Đảng Tân Nhân dân có số lượng trí thức đáng kể còn Đảng Cộng sản chủ yếu dựa vào tầng lớp công nhân và nông dân. Ngoài ra, những người cộng sản Bắc Triều Tiên đã có những bất đồng nội bộ, có nhiều phe phái hiện diện trong đảng mới thống nhất. Tại thời điểm thành lập đảng mới, các thảo luận đã nổi lên về vai trò của chủ nghĩa Marx Lenin làm nền tảng tư tưởng của đảng này.